# Orbessan
 Orbessan  là một xã thuộc tỉnh Gers trong vùng Occitanie tây nam nước Pháp. Xã này có độ cao trung bình 168 mét trên mực nước biển.

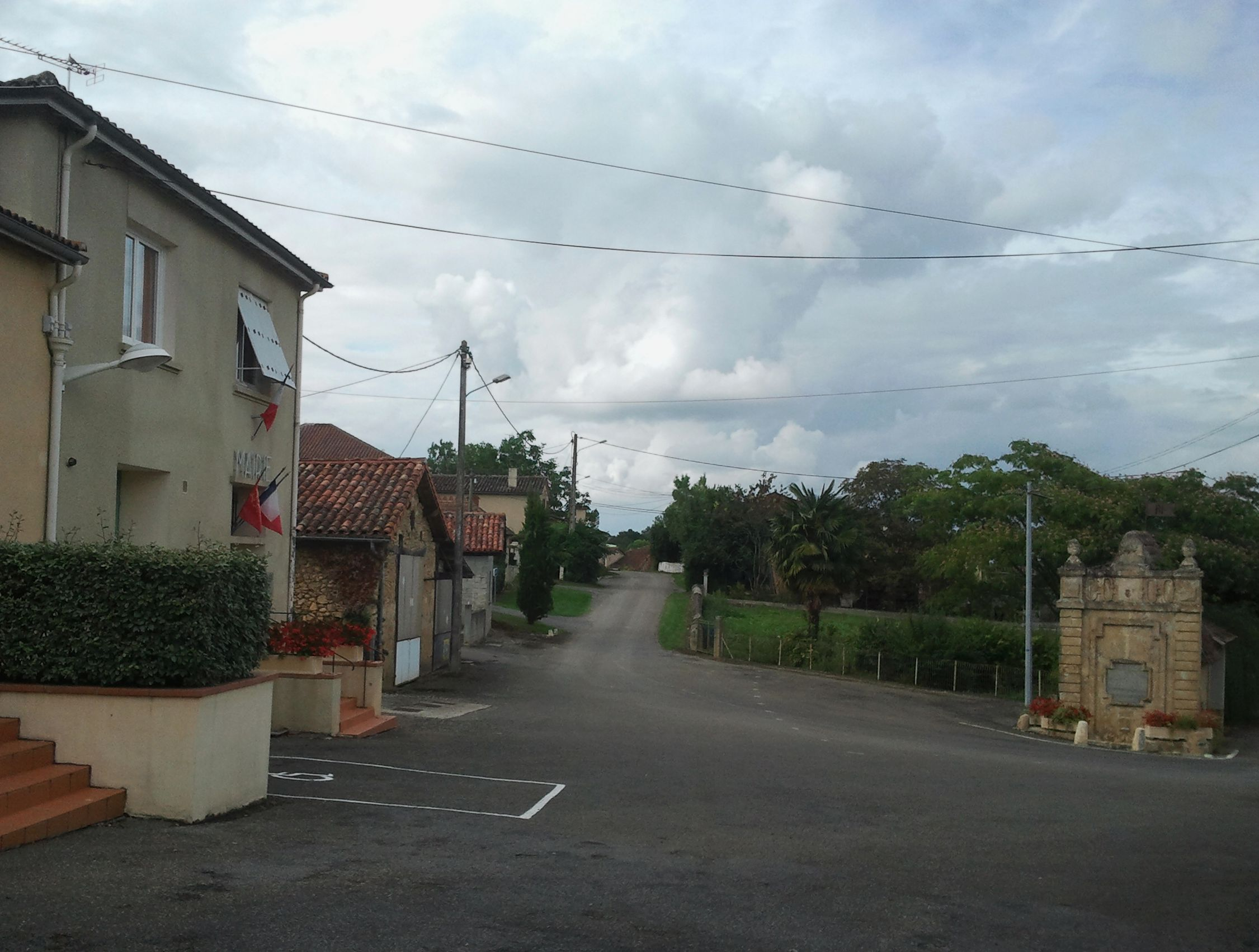
Orbessan